# Jourdans boself
De Jourdans boself (Chaetocercus jourdanii) is een vogel uit de familie Trochilidae (kolibries). De vogel is genoemd naar de Franse zoöloog Claude Jourdan.

## Verspreiding en leefgebied
Deze soort komt voor in noordelijk Venezuela en noordelijk Colombia en telt drie ondersoorten:
- C. j. andinus: noordoostelijk Colombia en westelijk Venezuela.
- C. j. rosae: noordelijk Venezuela.
- C. j. jourdanii: noordoostelijk Venezuela en Trinidad.